# Nilus marginatus
Nilus marginatus är en spindelart som först beskrevs av Simon 1888.  Nilus marginatus ingår i släktet Nilus och familjen vårdnätsspindlar.
Artens utbredningsområde är Andamanerna. Inga underarter finns listade i Catalogue of Life.